# تینگوالاواتن
تینگوالاواتن (به لاتین: Þingvallavatn) یک دریاچه در ایسلند است که در دینگوتلیر واقع شده‌است.